# Lê Quốc Dũng
Lê Quốc Dũng (sinh năm 1968) là thẩm phán cao cấp người Việt Nam. Ông hiện giữ chức vụ Chánh án Tòa án nhân dân tỉnh Tây Ninh.

## Tiểu sử
Lê Quốc Dũng sinh năm 1968, quê quán tại tỉnh Long An.
Ngày 21 tháng 10 năm 2013, Lê Quốc Dũng, Trưởng phòng Tổ chức - Cán bộ Tòa án nhân dân tỉnh Long An được trao quyết định của Chánh án Tòa án nhân dân tối cao Việt Nam bổ nhiệm giữ chức vụ Phó Chánh án Tòa án nhân dân tỉnh Long An.
Tháng 5 năm 2019, Chánh án Tòa án nhân dân tỉnh Long An Lê Văn Lợi nghỉ hưu. Lê Quốc Dũng, thẩm phán trung cấp, nguyên Phó Chánh án Tòa án nhân dân tỉnh Long An được Chánh án Tòa án nhân dân tối cao Việt Nam Nguyễn Hòa Bình bổ nhiệm giữ chức vụ Chánh án Tòa án nhân dân tỉnh Long An nhiệm kì 5 năm kể từ ngày 1 tháng 6 năm 2019.
Sau khi Long An sáp nhập với tỉnh Tây Ninh, ông được bổ nhiệm trở thành Chánh án Tòa án nhân dân tỉnh Tây Ninh mới từ ngày 1 tháng 7 năm 2025.